# Trolltyg i tomteskogen
Trolltyg i tomteskogen (originaltitel: Gnomes) är en amerikansk tecknad film från 1980, löst baserad på den nederländska boken Tomtar skriven av Wil Huygen och illustrerad av Rien Poortvliet. 
Filmen efterföljdes av flera TV-serier varav den mest kända är David the Gnome från 1985, men dessa har aldrig dubbats till svenska.

## Handling
Filmen handlar om skogstomten Tor som vid 101 års ålder skall gifta sig. Bruden, en blondin vid namn Lisa, skall komma med sina föräldrar till skogen. Onkel Kostja har rest ända från Sibirien för att få vara med på bröllopet. I tomteskogen bor det också troll som retar sig på att tomtarna släpper ut de djur som har fastnat i trollens fällor. De har smitt en plan som ska sättas i verket precis på bröllopsdagen, att kidnappa Lisa. "Tomtarna måste bort - skogen är för liten för både tomtar och troll", menar trollen.

## Rollista

### Svenska röster
- Anders Beckman
- Kjell Bergqvist
- Emelie Düberg
- Johan Lindfors
- Fillie Lyckow
- Ragna Nyblom
- Anders Åberg
- Sång – Anders Beckman, Kajsa Reingardt, Yvonne Eklund, Anne-Li Norberg
- Sångtexter och musikbearbetning – Thomas Elfstadius, Anders Beckman
- Musiker – Thomas Elfstadius, Sven-Erik Hansson, Hans Hernqvist
- Svensk bearbetning och regi – Annika Cederborg, Annika Sundgren, Jan-Erik Zotterman
- Svensk version producerad av Sveriges Television[1][2]

## Produktion, distribution, mottagande
Trolltyg i Tomteskogen sändes av Sveriges Television 27 december 1981, 1982, 5 januari 1984, två gånger 1987 och 1989. Det blev en av de mest efterfrågade repriserna. Sveriges Television försökte i många år att få visa filmen på nytt, men efter en konkurs var det ingen som riktigt visste vem som ägde rättigheterna. Så länge det inte var klargjort, kunde SVT inte visa filmen förrän upphovsrätten upphört. Riksdagsledamoten Karl Sigfrid riktade en skriftlig fråga till justitieminister Beatrice Ask hur denna och liknande situationer bör hanteras.
I december 2010 släppte distributionsbolaget Cinematic Vision filmen på DVD med den svenska originaldubbningen, dock utan textning. CCV lyckades lösa rättighetsfrågan och köpte rättigheterna för både DVD och TV.
På julafton och annandag jul 2010 visades filmen även på SVT1. Den sändes även på juldagen 2012 på SVT1.

### Mottagande
Filmen nominerades till en Emmy Award för bästa animerad film 1981.

## Uppföljare
Efter filmen Gnomes (1980) som var en stor succé gjordes även TV-serier inspirerade av samma värld som filmen och böckerna: 
- Tomtar, Wil Huygen och Rein Poortvliet Raben & Sjögren(1976) ISBN 9129563607
- Tomtarnas hemligheter, Wil Huygen och Rein Poortvliet Raben & Sjögren(1981)ISBN 9129555566

Serierna hette: 
- David the Gnome (David el Gnomo)1985 - 26 avsnitt Som handlar om Tomten David som är veterinär/läkare. Han åker runt och hjälper djur och tomtar samt kämpar mot ärkefienderna, trollen.

Lista med avsnitt:
1.Good Medicine 2.Witch Way Out
3.David to the Rescue 4.The Baby Troll
5.Little Houses for Little People 6.The Wedding that almost wasn't
7.To Grandfather's House We Go 8.Ghost of the Black Lake
9.Kingdom of the Elves 10.The Magic Knife
11.Young Dr. Gnome 12.Happy Birthday to You
13.The Siberian Bear 14.Foxy Dilemma
15.Three Wishes 16.Ivan the Terrible
17.Rabbits, Rabbits Everywhere 18.Any Milk Today
19.The Shadowless Stone 20.Friends in Trouble
21.Airlift 22.Big Bad Tom
23.Kangaroo Adventure 24.The Careless Cub
25.The Gift 26.The Mountains of Beyond
Avsnitt 1, 2, 6, 8, 9, 10 finns i svenska DVD-utgåvor.
- Wisdom of the Gnomes (La llamada de los gnomos) 1987 - 26 avsnitt. Handlar om Tomten Klaus som är domare och åker runt i världen för att lösa tvister mellan tomtarna och kämpa mot trollen.

Lista med avsnitt:
1.Klaus the Judge 2.Loch Ness
3.Trip to Canada 4.The Magic Carpet
5.The Winter Race 6.Trip to Nepal
7.The Gold-Diggers 8.Adventure in the Arctic
9.The Discovery of Ithaca 10.The Carpathians
11.Trip to Venice 12.The Ballad of Gnomoshima
13.The Gnome-Olympics 14.Trip to Siberia
15.Andalucia 16.China
17.France 18.Hawaii
19.The Stolen Mirror 20.The Chamois
21.Mystery in the Forest 22.The Invitation from the Gnomewegians
23.Argentina 24.Dany's Wedding
25.Holland 26.Goodbye Klaus
Avsnitt 1, 3, 6, 9, 13, 14, 15, 16, 22, 24 finns i svenska DVD-utgåvor.
- New world of the Gnomes 1997 - 12 avsnitt?

Denna serie är väldigt annorlunda tecknad än de föregående med starkare färger och skarpare konturer. Handlingen är att tomtarna ska rädda miljöproblem på olika platser i världen som människor och troll orsakat. Serien har skapats i visst samarbete med WWF.
Inga avsnitt finns i svenska DVD-utgåvor.

### DVD-utgåvor av serierna
På svenska har det utkommit följande samlingar i DVD format där man tagit avsnitt från TV-serierna:
- 2011 Tomtarnas stora äventyr där man tagit avsnitten: 6.The Wedding that almost wasn't, 8.Ghost of the Black Lake, 9.Kingdom of the Elves och 10.The Magic Knife från David the Gnome och satt ihop till en film där episoderna delvis klippts och flyttats.

De kommer i ordningen 6, 10, 8, 9.  
- 2012 Tomtarnas äventyr i snön där man tagit avsnitten: 1.Klaus the Judge, 3.Trip to Canada, 14.Trip to Siberia, 6.Trip to Nepal och 22.The Invitation from the Gnomewegians från Wisdom of the Gnomes

- 2012 Tomtarnas fantastiska resor där man tagit avsnitten: 16.China, 15. Andalucia, 9.The Discovery of Ithaca, 13.The Gnome-Olympics, 24. Dannys wedding från Wisdom of the Gnomes

- 2012 Nya äventyr i Tomteskogen del 1 där man tagit avsnitten: 1.Good Medicine och 2.Witch Way Out från David the Gnome